# Ludovico Bonito
Ludovico Bonito (Agrigento, c. 1350-Rimini, 18 de septiembre de 1413) fue un eclesiástico italiano. 

## Biografía
Nacido en el seno de una familia de la nobleza amalfitana asentada en Sicilia, y según algunos autores doctorado en derecho civil y canónico, fue elegido arzobispo de Palermo cerca de 1386 gracias a su estrecha amistad con Manfredi Chiaramonte, uno de los cuatro vicarios regentes en Sicilia durante la menor edad de la reina María.
Corrían tiempos revueltos, tanto en lo religioso como en lo político: en 1378 Clemente VII había sido elegido papa en Aviñón cuando Urbano VI lo era en Roma, dando así comienzo al Gran Cisma de Occidente que dividió a la cristiandad, mientras en Sicilia parte de la nobleza se rebelaba contra el reinado de la Casa de Aragón. Cuando en 1392 el duque de Montblanch Martín el Humano desembarcó con sus tropas en la isla, Chiaramonte fue ejecutado; Bonito fue sustituido en el arzobispado por el catalán Alberto de Villamarín y tuvo que emigrar a la península itálica, donde se unió a la corte de Bonifacio IX. 
En 1395 renunció formalmente a la sede de Palermo, y en compensación el papa lo nombró sucesivamente arzobispo de Antivari, de Tesalónica, en 1399 de Bergamo y al año siguiente de Pisa, aunque no está claro si residió en alguna de estas sedes o permaneció en la corte papal. La anexión de la República de Pisa por la República de Florencia en 1406 motivó que Inocencio VII le relevara en favor del florentino Alemanno Adimari, asignándosele a cambio la archidiócesis de Tarento. 
Fue creado cardenal con título de Santa Maria in Trastevere en el consistorio de septiembre de 1408 presidido por Gregorio XII, y en los años siguientes se mantuvo fiel a este, acompañándole siempre a pesar de las adversidades de su pontificado, pues enfrentado con el aviñonés Benedicto XIII y depuesto por el Concilio de Pisa de 1409 en favor de Alejandro V, Gregorio hubo de exiliarse primero en el Friul y después en Gaeta y Rimini. 
En esta última ciudad el cardenal Bonito falleció en 1413, siendo sepultado en la iglesia de San Francisco.